# Глостершир
Ґлостершир (англ. Gloucestershire, МФА /ˈɡlɒstəʃər/, слухатиⓘ) — церемоніальне та неметропольне графства у південно-західній Англії.
Церемонільне графство Глостершир скаладається з неметропольного графства Глостершир та унітарної одиниці Південний Глостершир.

## Опис
Площа — 2640 км²;
Міста: Глостер (адміністративний центр), Строуд, Челтнем, Тьюксбері, Кіренчестер;
Особливості:
- Готсволдські гори,
- Ліс Діна
- річка Северн з притоками,
- замок у Берклі, де був убитий Едуард II,
- абатство Прінкнеш,
- Котсволдський сільський парк поруч з Стоу-он-зе-волд, у якому знаходяться рідкісні породи сільськогосподарських тварин;

Економіка: виробляються злакові, фрукти, молочні продукти, добувається вугілля, розвинуте машинобудування;
Населення — 520 600 осіб (1991).
У Глостерширі знайдена пам'ятка бронзової доби. Пам'ятка має діаметр приблизно у 25 метрів. Вал являє собою насип з щебеню шириною 5 метрів, а також має принаймні 10 білих вапнякових стоячих каменів, кожен з яких не перевищує одного метра у висоту.